# Нулевые колебания
Нулевы́е колеба́ния — флуктуации квантовой системы в основном состоянии, наинизшем по энергии, обязанные своим существованием принципу неопределённости. 
Впервые были обнаружены при квантовании гармонических осцилляторов, и обычно термин используется по отношению к системам, представимым как их совокупность, например, к свободным квантовым полям. Различают нулевые колебания вакуума и нулевые колебания атомов конденсированной среды, устанавливающиеся после «выморожения» нормальных тепловых колебаний кристаллической решётки. Таким образом, энергия нулевых колебаний есть не что иное, как энергия основного состояния системы. Энергия нулевого колебания одного осциллятора равна
{\displaystyle E_{0}={\frac {h\nu }{2}},}
где {\displaystyle h} — постоянная Планка, {\displaystyle \nu } — частота нулевого колебания.
Этой же формулой определяется и энергия нулевых колебаний физического вакуума, которая называется нулевой энергией. Формально суммарная энергия нулевых колебаний конечного объёма физического вакуума бесконечна, однако с точки зрения квантовой механики её практически невозможно использовать, хотя она приводит к тонким эффектам вроде лэмбовского сдвига и эффекта Казимира.

## Нулевые колебания электромагнитного поля
Вакуум в современной квантовой теории поля означает основное, наинизшее состояние полей, описывающих соответствующие элементарные частицы. В квантовой электродинамике различают вакуум электромагнитного поля и вакуум электронно-позитронного поля. 
Из соотношения неопределённостей следует, что в состоянии вакуума поля совершают нулевые колебания, которые рассматриваются как состояния с виртуально возникающими парами  частица — античастица. 
Математически это явление для электромагнитного поля может быть представлено как совокупность независимых гармонических осцилляторов со всеми возможными значениями волнового вектора. При этом напряжённость электрического поля играет роль скорости, а напряжённость магнитного поля — координаты. 
Из квантовой механики следует, что осциллятор может находиться только в состояниях с дискретными значениями энергии: 
{\displaystyle W=\sum _{k}\left(n_{k}+{\frac {1}{2}}\right)\hbar \omega _{k},}
где {\displaystyle n_{k}} — число фотонов с волновым вектором {\displaystyle k}. 
В основном, наинизшем, состоянии электромагнитного поля фотоны отсутствуют, то есть {\displaystyle n_{k}=0.}
При этом энергия электромагнитного поля в вакуумном состоянии оказывается бесконечно большой величиной 
{\displaystyle W_{0}={\frac {\hbar }{2}}\sum _{k}\omega _{k}.}
В квантовой электродинамике переходят к отсчёту энергии не с нуля, а с нулевого уровня вакуумного состояния электромагнитного поля. Средние значения электрического и магнитного полей в вакуумном состоянии равны нулю, но средние значения квадратов этих величин больше нуля.
В 2019 году были проведены прямые измерения нулевых колебаний электромагнитного поля в нелинейном кристалле при прохождении через него лазерного излучения. 

### В экспериментах
Наличие нулевых колебаний электромагнитного поля вакуума приводит к эффектам и следствиям, которые можно наблюдать в эксперименте. Наиболее известными проявлениями нулевых колебаний электромагнитного поля вакуума являются эффект Казимира, спонтанное излучение, а также лэмбовский сдвиг.